# Milesia dearmata
Milesia dearmata är en tvåvingeart som beskrevs av Heikki Hippa 1990. Milesia dearmata ingår i släktet Milesia och familjen blomflugor.
Artens utbredningsområde är Filippinerna. Inga underarter finns listade i Catalogue of Life.